# 1958년 프랑스 국민투표
1958년 프랑스 국민투표는 샤를 드 골의 프랑스 제5공화국 헌법 채택에 대해 치러진 찬반투표였다.

## 배경
알제리 전쟁으로 정치불안이 가중되던 1958년 5월 13일, 알제리 주둔군은 프랑스령 알제리 수호와 샤를 드 골 장군 복귀를 외치며 반란을 일으켜, 코르시카를 점령하고 파리를 공격하겠다 협박한다.
이에 피에르 프리믈랭 총리를 비롯해 기 몰레 인터내셔널 프랑스지부장, 루이 자키노 소상공인과 농민의 국민중심 총재 등은 드 골 장군을 총리로 추대하며 6개월간 전권을 위임해 헌법을 작성하도록 했다.

## 결과
| 프랑스 제5공화국 헌법 | 프랑스 제5공화국 헌법 | 프랑스 제5공화국 헌법 |
| 찬성 또는 반대        | 득표수                | 득표율                |
| --------------------- | --------------------- | --------------------- |
| 찬성                  | 31,123,853            | 82.6%                 |
| 반대                  | 6,556,073             | 17.4%                 |
| 총 득표수             | 38,097,483            | 100.00%               |
| 투표율                | 80.63%                | 80.63%                |

## 같이 보기
- 프랑스 제5공화국
- 알제리 전쟁
- 샤를 드 골